# Václav III.
Václav III. (6. října 1289 Praha – 4. srpna 1306 Olomouc) byl český, polský a uherský král; poslední panovník z dynastie Přemyslovců. Byl synem českého a polského krále Václava II. a jeho manželky Guty Habsburské.
Ve svých devíti letech roku 1298 byl zasnouben s dcerou uherského krále Ondřeje III. Po Ondřejově smrti byl dvanáctiletý Václav 27. srpna 1301 ve Stoličném Bělehradu korunován na uherského krále. Neovládal však celé Uhersko a vládu za něj vykonávali jeho otec a rádci. Během své vlády se musel potýkat s Karlem Robertem z Anjou, který ovládal jižní část Uherska a usiloval o uherskou korunu. Na Karlovu stranu se přidali papež Bonifác VIII. a římský král Albrecht Habsburský. Václav II. se v létě 1304 rozhodl podpořit postavení svého syna vojenským tažením do Uher. Brzy však musel z Uher ustoupit a Václava III. vzal s sebou. Uherské koruny se Václav III. nevzdal.
Po smrti Václava II. v červnu 1305 Václav III. nastoupil na český a polský trůn. Království však bylo zadlužené, situace v Polsku vrtkavá a Uhersku Václav fakticky nevládl. V počátcích Václavovy vlády probíhalo jednání s římským králem Albrechtem, ve kterém Václav dosáhl značných úspěchů. Po ukončení jednání s Habsburky se 9. října 1305 vzdal uherského trůnu ve prospěch dolnobavorského vévody Oty III. Dne 5. října 1305 se Václav oženil s dcerou těšínského vévody Violou Těšínskou. Podle dobových i pozdějších kronikářů žil Václav III. nemravným životem a pod vlivem šlechty, které rozdával mnoho majetku. Obrat v králově chování podle kronikářů údajně nastal při prvním výročí smrti Václava II., kdy navštívil jeho hrob ve zbraslavském klášteře, kde mu promluvil do svědomí zbraslavský opat Konrád z Erfurtu. Dobové královské listiny však tvrzení kronikářů o velkém rozdávání majetku nepotvrzují.
Situace v Polsku se pro Přemyslovce zhoršila roku 1306: Krakovský kníže Vladislav I. Lokýtek řídil odboj v Malopolsku a na Velkopolsko útočil hlohovský kníže Jindřich III. Václav se proto rozhodl podniknout do Polska válečné tažení. Při shromažďování vojska se odebral do Olomouce, kde byl ve čtvrtek 4. srpna 1306 zavražděn. Zemřel ve věku 16 let. Olomoucká vražda se zřejmě odehrála v děkanském domě v těsné blízkosti katedrály svatého Václava. Kým byl Václav zavražděn, nebylo nikdy objasněno. Většina kronikářů mluví o tom, že královraždu spáchal durynský rytíř Konrád z Botenštejna alias z Mulhowu, jenž byl po vraždě zřejmě chycen a zabit. Za objednavatele vraždy je nejčastěji označován Albrecht Habsburský, Vladislav Lokýtek, česká šlechta jako celek, anebo někdo z ní, přičemž poslední možnost je podle historiků nejpravděpodobnější. Václav III. byl pohřben v olomoucké katedrále svatého Václava, později byly jeho ostatky přeneseny do zbraslavského kláštera. Jeho nástupcem se stal Jindřich Korutanský.

## Život

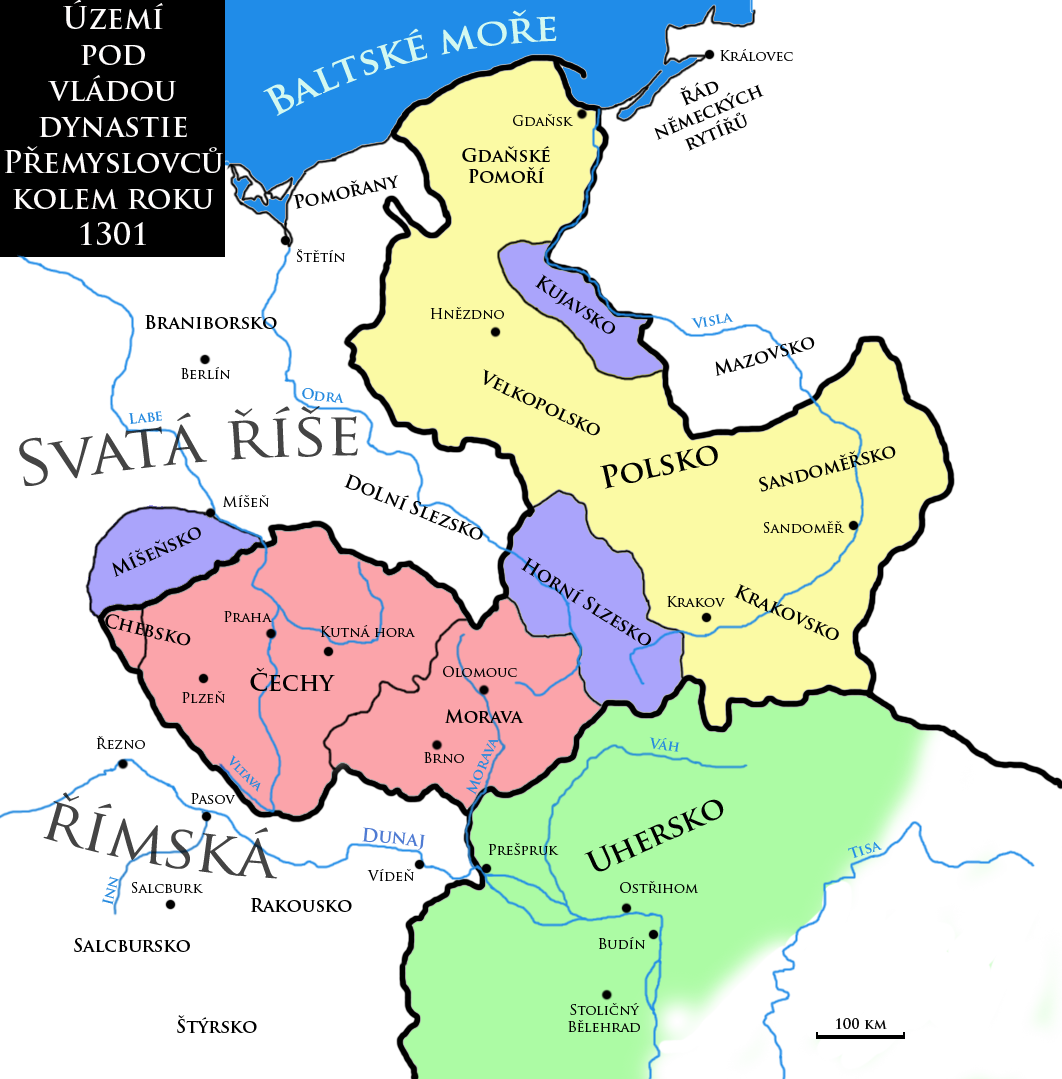
Území pod kontrolou přemyslovské dynastie kolem roku 1301:
České království
Polské království
Pravděpodobný rozsah moci Václava III. v Uhrách
Země v lenní závislosti

### Původ
Václav III. se narodil 6. října 1289 jako druhé dítě českého krále Václava II. a jeho manželky Guty Habsburské. Současně s ním se narodila Anežka, která zemřela v dětském věku roku 1292. Dvojčata pokřtil zřejmě sedlecký opat Jindřich, což je patrné ze Zbraslavské kroniky, kde se píše:
| „                     | …protože podle církevního zvyku pozvedl z křtitelnice svatého znovuzrození všech jeho (Václava II.) dětí, které měl… | “ |
| — Zbraslavská kronika | |   |

### Zisk uherské koruny

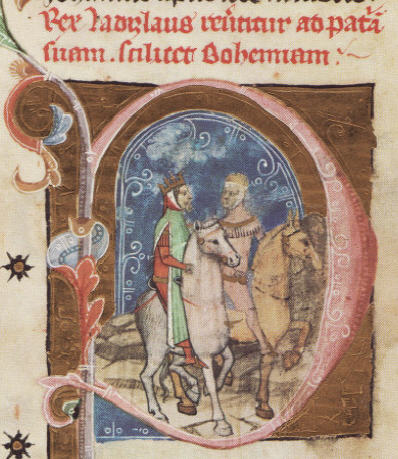
Miniatura Václava III. na cestě do Uher ve Vídeňské obrázkové kronice

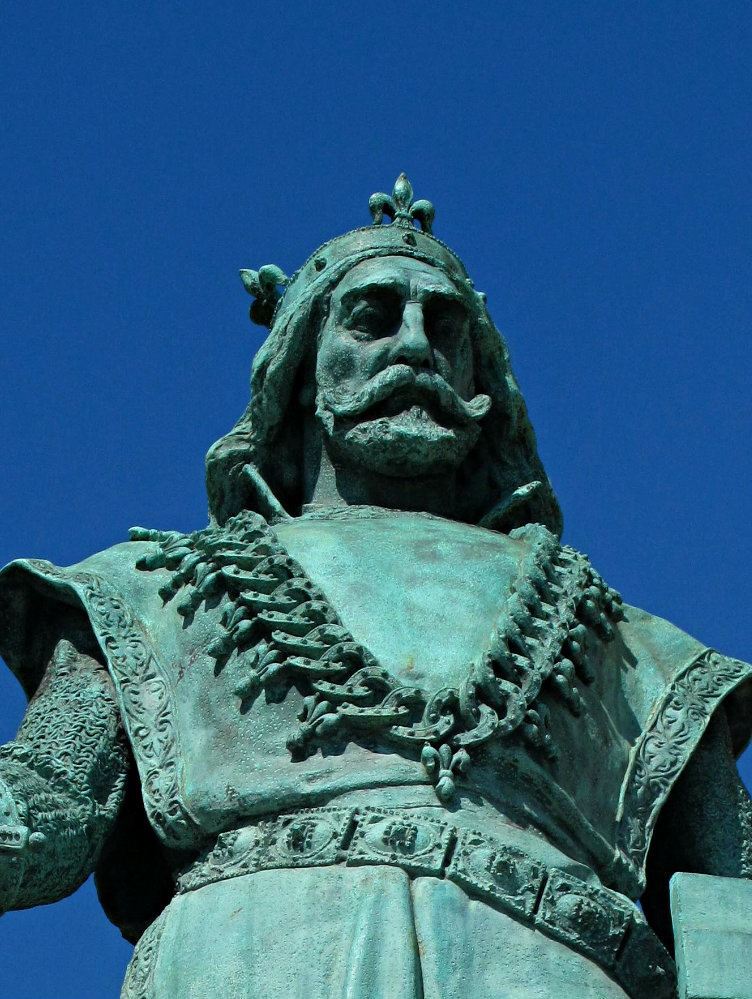
Socha Karla Roberta z Anjou na náměstí hrdinů v Budapešti

Ve svých devíti letech, 12. února 1298, byl Václav III. ve Vídni za přítomnosti rakouského vévody Albrechta Habsburského a uherského krále Ondřeje III. zasnouben s Ondřejovou desetiletou dcerou Alžbětou. V lednu roku 1301 Ondřej III. bez mužského dědice zemřel, Arpádovci tak vymřeli po meči. Uherští magnáti odmítli kandidaturu neapolského prince Karla Roberta z Anjou (vnuka Marie, dcery uherského krále Štěpána V.), který se nedlouho po Ondřejově smrti nechal v Ostřihomi korunovat ostřihomským arcibiskupem Řehořem na uherského krále. Protože tato korunovace porušila téměř všechny staré uherské zvyklosti, většina uherských šlechticů ji neuznala. Pro uherský sněm připadal v úvahu na post krále buď právě Václav III., který byl vnukem Kunhuty Haličské a snoubencem Ondřejovy dcery Alžběty, nebo dolnobavorský vévoda Ota III. z rodu Wittelsbachů, jenž byl vnukem Bély IV. Svatoštěpánská koruna byla po jednání Václava II. s Uhry zajištěna pro Václava III., což potvrdil uherský sněm v druhé polovině května roku 1301 prohlášením Václava III. za čekatele trůnu. Uherští páni byli při volbě uplaceni kutnohorským stříbrem. Tyto úplatky zachycuje ve své rýmované kronice Otakar Štýrský, mluví o velké finanční chtivosti uherských magnátů i o nevoli českých dvořanů k tomuto štědrému kroku Václava II.
V čele delegace vyslané uherským sněmem, která v červnu roku 1301 dorazila do Brna, stanul sedmihradský vévoda Ladislav Kán a šlechtici Matouš Čák Trenčínský a mistr Demetrius (syn Mikuláše z Aby). Přítomný byl mimo jiné i budínský rychtář Werner se synem Ladislavem. Po dalším uplácení a potvrzení dosavadních práv a úřadů uherských magnátů byla domluvena schůzka v Hodoníně. Ta proběhla v srpnu téhož roku a tentokrát zde byli přítomni i uherští preláti, především kaločský arcibiskup Jan a poté například biskupové jagerský, vácovský, csanádský, velkovaradinský, djakovarský či probošt spišský. Mezi šlechtici zde byl Matouš Čák, Štěpán Borzsa, Jindřich z Kyseku a jiní.
Z Hodonína se Václav II. v doprovodu Matouše Čáka, českých i uherských ozbrojenců a rádců vedených obratným diplomatem a krakovským biskupem Janem Muskatou vypravil do Stoličného Bělehradu. Na odpor se Václavově družině několikrát postavily jednotky Karla Roberta z Anjou, který také usiloval o svatoštěpánskou korunu a ovládal jižní část Uherska. Ve Stoličném Bělehradu byl 27. srpna 1301 Václav III. kaločským arcibiskupem Janem korunován na uherského krále Ladislava V. Jméno Ladislav V. však nepoužíval důsledně, například v listině jagerské kapituly je uveden pod jménem Václav.
| „                     | …Téhož pak roku v den Rufa mučedníka byl od arcibiskupa kaločského ve městě Královském Bělehradě s přeskvělou nádherou slavnostně korunován svatou korunou uherských králů. Byly tam přítomni arcibiskupové, hrabata a přemnozí šlechticové a po skončení oné radostné události uctivě dovedli toho nového krále do Budína. Tak se tedy dědic český stal králem uherským. | “ |
| — Zbraslavská kronika | |   |

Korunovaci Václava III. však zpochybnil papež Bonifác VIII., a to kvůli skutečnosti, že koronátorem nebyl arcibiskup ostřihomský, jenž podporoval Karla Roberta z Anjou, nýbrž arcibiskup kaločský, což porušovalo staré uherské tradice. Papež proto v říjnu 1301 pod hrozbou ztráty funkce vyzval kaločského arcibiskupa Jana, aby se do čtyř měsíců dostavil do Říma ke slyšení před papežský stolec. Arcibiskup Jan se ke slyšení však nedostavil, protože zemřel. Obdobnou výzvu Bonifác VIII. zaslal i Václavovi II. do Prahy, přičemž požadoval nápravu všeho, co Václav II. uskutečnil ve věci korunovace Václava III. na uherského krále. Tato žádost však nebyla vyslyšena.

### Uherský král

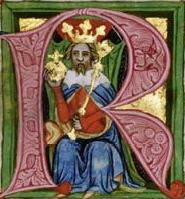
Miniatura Václava II. ve Zbraslavské kronice

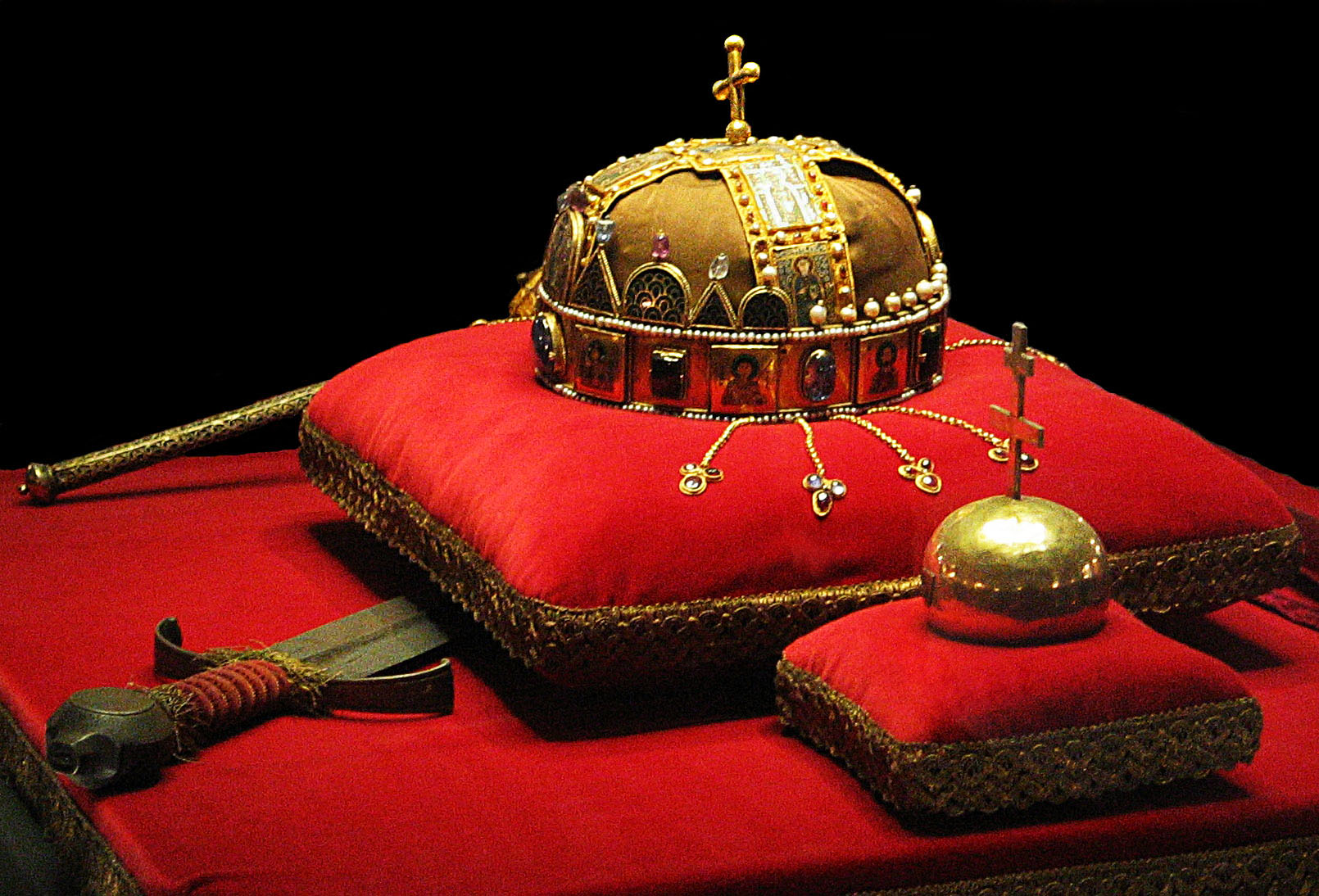
Koruna sv. Štěpána

Václav III. však kvůli nízkému věku a nezkušenosti nemohl vládnout sám, vládu tak za něj vykonávali rádci a velký vliv na Uhersko měl i jeho otec. Pod Václavovu moc nespadala celá země, fakticky ovládal pouze území dnešního Slovenska a oblast kolem Budína a Šoproně. Jeho vicekancléřem se původně měl stát již zmíněný Jan Muskata, zřejmě se tak ale nikdy nestalo, protože po Václavově korunovaci v této funkci působil probošt ze Stoličného Bělehradu Štěpán. Mezi hlavní uherské podporovatele Václava III. patřil Matouš Čák, bratři Kysečtí či rod Abovců.
| „                            | …Zmiňovaný král, kterého Uhři pojmenovali Ladislav, sídlil v Budíně, ale baroni mu nedali ani jeden hrad, žádnou moc a vládu, žádné královské právo podobně jako chlapci Karlovi. Jedna část země vyhlásila králem Karla, druhá Ladislava, ale pouze podle jména, ne ve skutečnosti, ve smyslu královské svrchovanosti a pravomoci. | “ |
| — Vídeňská obrázková kronika | |   |

Podle některých mladších kronikářů a historiků s Václavem III. do Uher odešli mladí čeští šlechtici. Na uherském dvoře panovaly uvolněnější mravy a Václav III. si zde osvojil bujnější způsob života. Prokazatelné to však není a je možné, že kronikáři zaměnili informace ze Zbraslavské kroniky o mladých šlechticích, kteří Václava III. kazili po smrti jeho otce, v době, kdy byl českým a polským králem.
| „                          | Dokud se totiž král Václav zdržoval v Uhrách, měl s sebou mnoho panských a šlechtických synů z Čech, a ti v ničemném styku svedli poddajnou mysl mladíka k mnohým nepřístojnostem. Král s nimi totiž začal dovádět, denně pít silné víno až do opilosti, trávit noci bez spánku, od rána, kdy měl být přítomen službám božím nebo naléhavým poradám, až do poledních hodin spát a sotva se zdvihl od skončeného oběda, věnoval se prázdným hovorům a povídačkám. Jeho srdce totiž křivila společnost, takže se nebál ani Boha ani lidí. Také v noci, když byl sám rozpálen vínem, synové urozených od něho získávali královské statky a hrady v Čechách a listiny na ně podle své libosti | “ |
| — Beneš Krabice z Veitmile | |   |

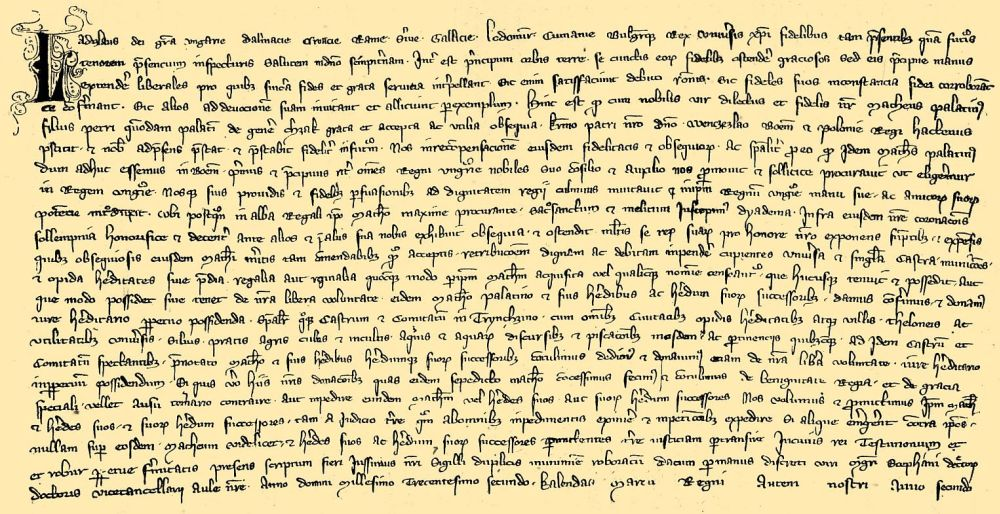
Listina Václava III., ve které daruje majetek uherskému šlechtici Matoušovi Čákovi

Aby Václav neztratil podporu některých uherských magnátů, musel je s podporou otce stále odměňovat. Nejvíce na tom profitoval trenčínský velmož Matouš Čák. Václav III. mu 28. února 1302 listinou potvrdil, že všechny královské hrady, města a statky, kterých Matouš nabyl, se stávají jeho dědičným vlastnictvím, především pak komitát nitranský. Dne 1. března 1302 byl Matoušovi potvrzen i komitát trenčínský a poté i majetek, který uzurpoval z nitranského biskupství. Václav musel odměňovat nejen uherské magnáty, ale také české rádce, které s ním do Uher přišli. Mezi ně patřil například Jan Muskata, jemuž 26. září 1301 potvrdil hrad Plaveč v Šariši. Poměry v Uhrách však Muskatovi nedovolily hrad skutečně získat.

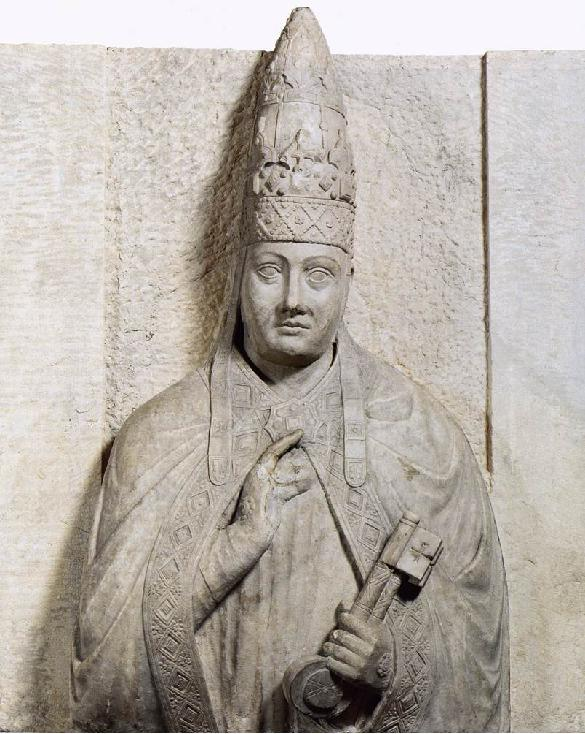
Socha Bonifáce VIII.

Jak již bylo zmíněno, papež Bonifác VIII. Václava III. uherským králem neuznal a v Uhrách měl už od 8. května 1301, ještě před korunovací Václava III., papežského legáta a ostijského kardinála Mikuláše Boccasiniho. Tento prelát započal proti Přemyslovcům a jejich přívržencům v Uhrách v říjnu téhož roku ofenzívu. Dne 25. října 1301 svolal veškeré uherské preláty a vyzval je, aby podpořili Karla Roberta z Anjou. Většina z nich to však odmítla a proti Boccasinymu se postavila. Rozbouřené obyvatelstvo Budína začalo Boccasinymu vyhrožovat smrtí, na což zareagoval vyhlášením interdiktu nad Budínem a útěkem do Bratislavy. Na místo zesnulého kaločského biskupa Jana nastolil k Přemyslovcům nepřátelsky naladěného Štěpána a pod nátlakem papeže musel Uhry opustit i Jan Muskata. V září 1302 se Karel Robert z Anjou dokonce pokusil o dobytí Budína, což mu však zmařily posily Václavova velkého stoupence Ivana Kyseckého, který vojsko Anjouovců donutil k ústupu.
V roce 1302 vyzval papež všechny strany zapojené do konfliktu v Uhrách, aby se zúčastnily schůzky v Římě. Václav II. však s reflektováním této nabídky nespěchal a s papežem nejprve jednal ústy svého rádce Oldřicha z Paběnic. Ke schůzce v Římě nakonec došlo v květnu roku 1303. Václav II. na jednání vyslal pouze posly, kteří nebyli o situaci dostatečně informováni a konstatovali, že český král nikdy neměl v úmyslu vést o Uhersko spor. Zřejmě totiž tlumočili mínění Přemyslovců ještě před tím, než uherští magnáti nabídli Václavovi III. korunu. Papež reagoval 31. května 1303 vydáním listiny, v níž se obracel na Přemyslovce s výzvou, aby do čtyř měsíců dokázali svá práva na uherskou korunu, do té doby trůn přiřkl Karlovi Robertovi. Václav II. však opět nehodlal ustoupit. Bonifác VIII. proto rozhodl, že uherské království patří neapolské královně Marii a jejímu vnukovi Karlovi Robertovi z Anjou. Všem podporovatelům přemyslovské strany v Uhrách pohrozil těžkými církevními tresty a vyzval Karla Roberta, aby se ujal vlády v Uhrách. Do neapolského tábora rázem přešla většina uherských šlechticů i prelátů a okruh reálné vlády Václava III. se zúžil pouze na Budín a jeho okolí. Mezi poslední stoupence patnáctiletého krále patřil novohradský župan Dominik, bratři Kysečtí, královský maršálek Kokoš z rodu Ratoldovců, župan Petr z rodu Aba, Tomáš z rodu Forgáčů a většina obyvatel Budína.
Situaci Přemyslovcům neulehčil ani skon papeže Bonifáce VIII. v září 1303, protože na jeho místě pod jménem Benedikt XI. stanul Mikuláš Boccasini. Před svou smrtí stihl Bonifác vyzvat římského krále a rakouského vévodu Albrechta Habsburského, aby podpořil Karla Roberta z Anjou. Proti Přemyslovcům se tak vytvořila silná koalice Anjouovců, papeže a Habsburků. Albrecht vyhlásil nad českým králem říšskou klatbu a připravoval se k útoku na české země.
Krize v Uhrách se stále vyostřovala, a proto se v létě 1304 Václav II. rozhodl podniknout do Uher vojenskou výpravu, aby upevnil synovu vládu a potřel přívržence Karla Roberta z Anjou. Vládu v Čechách svěřil svému největšímu spojenci braniborskému markraběti Heřmanovi. Vojsko táhlo přes západní Slovensko a zamířilo k Ostřihomi, která se dočkala nelítostného drancování; pykala za proradnost ostřihomského biskupa Řehoře vůči Přemyslovcům. Václav III. se s otcem setkal na poli Rákuš před Budínem. Potřít přívržence Anjouovců se však nedařilo a Karel Robert se stále vyhýbal přímému střetnutí. Mezitím pronikly jednotky rakouského vévody Rudolfa Habsburského a bývalého spojence Přemyslovců Matouše Čáka na jižní Moravu. Václav II. se proto s armádou musel okamžitě dostavit do Čech a opustil Uhry. Vzal sebou i Václava III., protože ho zde nemohl nechat bez vojenské podpory. Správu země svěřil oddanému přívrženci Přemyslovců v Uhrách Ivanu Kyseckému. Do Čech přivezl i svatoštěpánské uherské korunovační klenoty, což v Uhrách vyvolalo značné pobouření, a zajaté syny budínských měšťanů, aby se v jeho nepřítomnosti nepřidali na stranu Anjouovců. Václav III. se navíc nevzdal titulu uherského krále.

### Nástup VáclavaIII. na český a polský trůn a počátky vlády

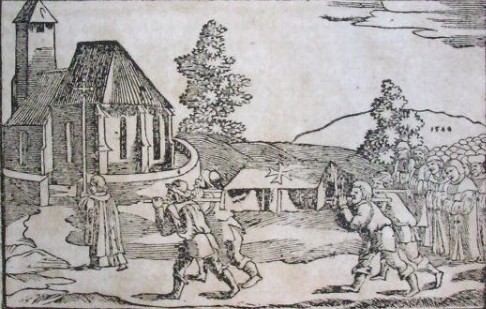
Pohřeb Václava II. (Hájkova kronika)

Po návratu Václava II. a Václava III. z Uher čelily české země invazi římského císaře Albrechta Habsburského, jeho syna rakouského vévody Rudolfa Habsburského a uherského krále Karla Roberta z Anjou, který byl podporován neapolskou královnou Marií Uherskou. Díky vyčkávací a zdržovací taktice Čechů byla rakouská a uherská vojska poražena a vyhnána. Václav II. přistoupil na smírčí jednání s finančně zdecimovaným Albrechtem. Ve stejnou dobu se zdravotní stav Václava II. v důsledku tuberkulózy plic začal horšit. Od dubna 1305 byl trvale upoután na lože a 21. června 1305 v Praze ve věku 34 let zemřel. Okamžiky Václavova skonu popisuje Zbraslavská kronika. Václav II. nechal svého syna zapřísahat, aby splatil jeho značné dluhy a nechal ho pohřbít ve Zbraslavském klášteře, který měl držet pod svou ochranou. Na smrtelném loži Václav II. také vybral čtyři vykonavatele své závěti a nechal předáky české šlechty odpřisáhnout zemský mír, tzv. landfrýd, jež měl zajistit klid a loajalitu šlechticů vůči králi alespoň na počátcích Václavovy vlády.
Po nástupu na český a polský trůn se Václav III. skutečně snažil otcovu poslední vůli vyplnit. I přes odpor kanovníků katedrály sv. Víta na Pražském hradě nechal Václava II. pohřbít ve Zbraslavském klášteře a začal splácet jeho dluhy. Na Václavově hlavě spočinuly tři koruny – česká, polská a uherská, přestože se do jeho zavraždění v Olomouci nestihl formální obřad korunovace uskutečnit. Dědictví po otci však nebylo v dobrém stavu, královská pokladna byla velmi zadlužená, situace v Polsku byla vrtkavá a královskou moc v Uhersku fakticky nemohl uplatnit.
Václav III. pokračoval v mírovém jednání s římským králem Albrechtem Habsburským, které započal už jeho otec po ústupu rakouských vojsk z Čech. Václav III. a jeho rádci slavili v jednání významné úspěchy, 18. srpna 1305 Albrecht zrušil říšskou klatbu vůči českému králi a o dva dny později potvrdil práva a výsady, které vlastnili Václavovi předchůdci na českém trůně. Albrecht tak uznal nejen práva Přemyslovců na polský trůn, ale výslovně nepopřel ani práva na Uhersko. Václav musel Albrechtovi na oplátku postoupit Chebsko a ve prospěch Wettinů rezignovat na svá práva v Míšeňsku. Braniborští Askánci jako náhradu za Míšeňsko, které měli v zástavě, obdrželi gdaňskou část Pomořanska.

### Rezignace na uherskou korunu a sňatek

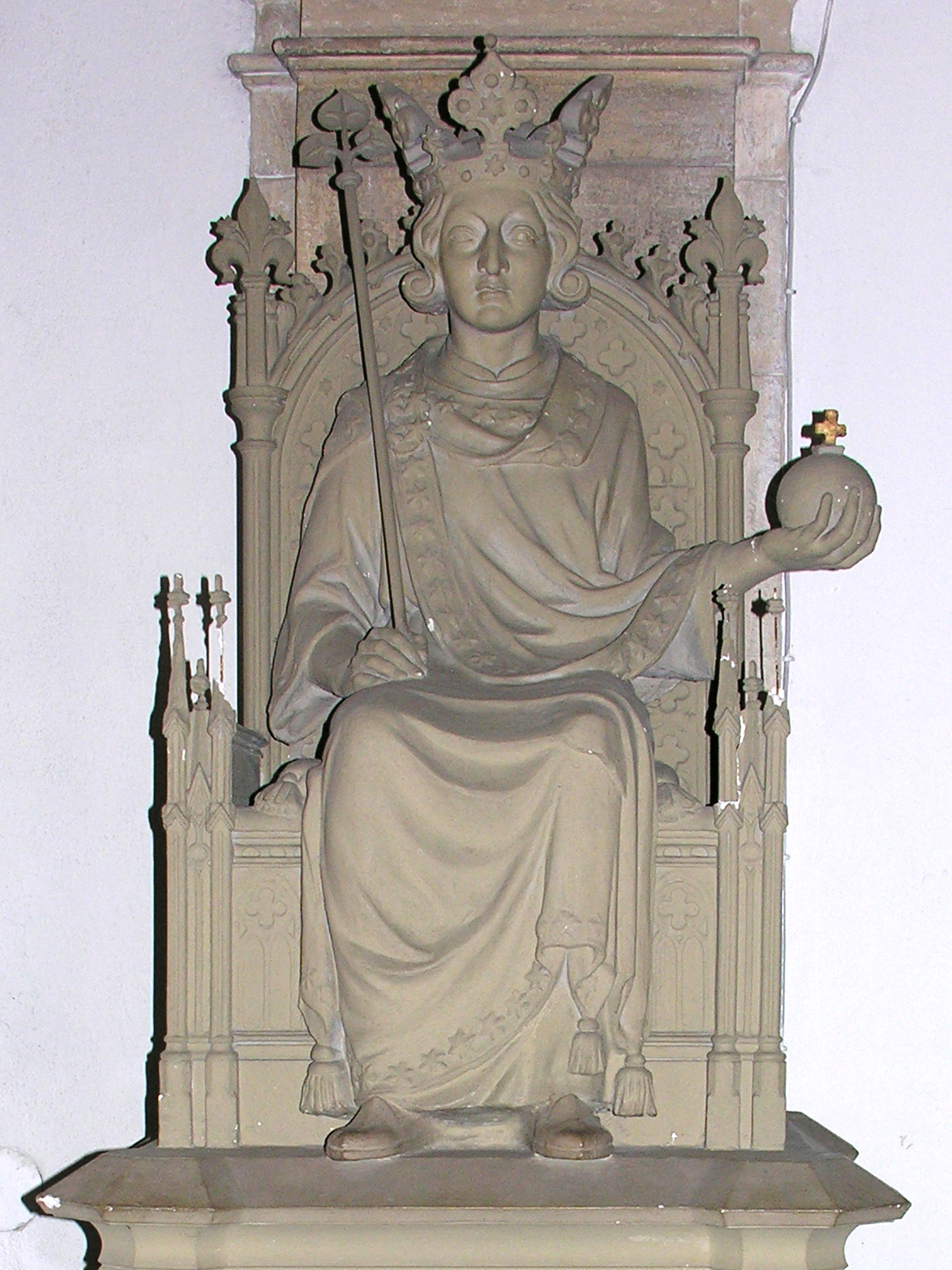
Socha Václava III. v Olomouci

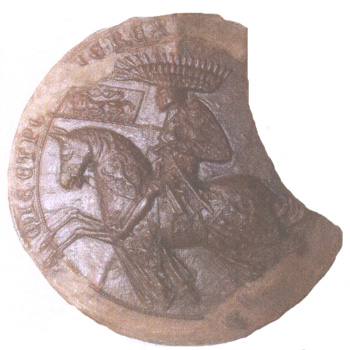
Pečeť Václava III.

Po ukončení mírových jednání s Habsburky přišlo na řadu Uhersko. Situace v něm totiž nebyla pro Přemyslovce definitivně ztracena. Václav III. si stále ponechával titul uherského krále, v Praze uchovával svatoštěpánskou korunu a v Uhrách mohl počítat s podporou nejen bratří Kyseckých a obyvatel Budína, ale také českých posádek, které stále udržovaly pod svou kontrolou některé zdejší oblasti. I přesto by kampaň do Uher byla příliš nákladná a její výsledek nejistý, a proto se král uchýlil k diplomatickému řešení. Dne 9. října 1305 v Brně rezignoval na uherskou korunu a práva k uherskému trůnu i s uherskými korunovačními klenoty předal dolnobavorskému vévodovi Otovi III., čímž získal cenného spojence a své úsilí mohl směřovat na zachování vlády v Polsku.
S rezignací na uherský trůn souviselo Václavovo zrušení zasnoubení s dcerou zesnulého uherského krále Ondřeje III. Alžbětou a rychlý sňatek s Violou Těšínskou, dcerou drobného a nepříliš významného těšínsko-osvětimského vévody Měška. Svatba, ke které došlo 5. října 1305, byla velmi překvapivá s zaskočila i některé Václavovy současníky. Tímto sňatkem navíc Přemyslovci ani neposílili svou moc v Polsku jako celku, jak tomu bylo u sňatku Václava II. s Eliškou Rejčkou Podle Tomasze Pietrase měl sňatek zajistit ochranu a přístup ke Krakovu. Pokud by byla tato teorie správná, v dojednání sňatku mohl hrát zásadní roli krakovský biskup a oddaný spojenec Přemyslovců Jan Muskata. Zbraslavský kronikář Petr Žitavský za sňatkem vidí české pány, kteří ze strachu, že se Václav III. sňatkem spojí s některým z významných panovnických rodů, ho raději oženili s dcerou „chudého vévody”. Vyloučit však nelze ani možnost, že Václav pouze podlehl Violině ženskému kouzlu. Podle většiny historiků se sňatek s Violou uskutečnil v Brně, prokazatelné to však není. Brzy po svatbě 10. října 1305 se Václav III. účastnil jednání s německými rytíři v Bruntálu, kdy byl naposledy titulován jako uherský král.
Další královská svatba proběhla 13. února 1306, kdy se Václavova sestra Anna provdala za Jindřicha Korutanského, jenž byl o 25 let starší než ona. Tento sňatek zřejmě dohodl již Václav II. a Václav III. tak opět dokázal, že ctí závazky svého otce.

### Vztahy se šlechtou

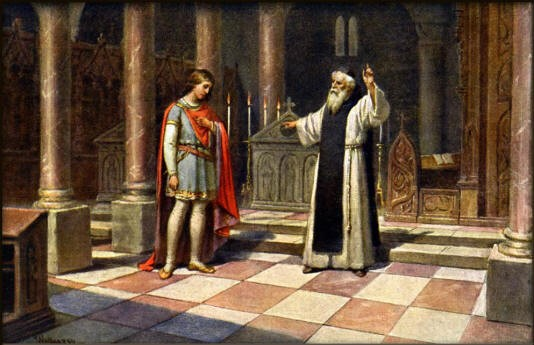
Václav III. u hrobu svého otce na Zbraslavi, napomínán opatem Konrádem z Erfurtu, aby zanechal lehkomyslného života a věnoval se vládě

Podle Zbraslavské kroniky byly počátky vlády Václava III. dobré. Ke změně mělo dojít po svatbě s Violou Těšínskou. Petr Žitavský si stěžuje, že mladičký Václav neposlouchal rady starších a zkušenějších a začala jej ovládat šlechta, která do jeho blízkého okolí přidružila své mladé syny. Ti pak podle Petra Žitavského kazili a sváděli poddajnou Václavovu mysl k mnoha nepřístojnostem, k nezřízenému pohlavnímu životu, ponocování a nadměrnému pití, kterého využívali ke svému obohacení. Z opilého krále prý vymámili mnoho majetku – statky, vesnice i města.
| „                     | Když pak v noční době panští synové, kteří byli ke králi přidruženi na to, aby na něm něco chytře vymohli, viděli toho krále rozpáleného vínem, žádali na něm královské statky a přemnoho jich obdrželi. Ten obdržel takovým způsobem město, druhý hrad, jiný dědinu. Ráno běželi ke královu kancléři, nabízeli mu dary a nejednou dostávali královské výsady na darovaní v opilosti. | “ |
| — Zbraslavská kronika | |   |

Jak se lze dočíst z výše citované Zbraslavské kroniky, králův kancléř Petr Angeli, jenž v úřadu nahradil nepřítomného Petra z Aspeltu, v těchto pochybných obchodech nezapomínal především na sebe. Podle kronik z marnotratného Václavova života těžil zejména Rajmund z Lichtenburka, dále například Jindřich z Lipé či Hynek z Dubé. Obrat v králově chování podle Petra Žitavského údajně nastal při prvním výročí smrti Václava II., kdy navštívil jeho hrob ve zbraslavském klášteře, kde mu promluvil do svědomí zbraslavský opat Konrád z Erfurtu.
Nevázaný Václavův život mohl být příčinou narození jeho nemanželské dcery Alžběty. Není však jisté, zda se skutečně jedná o jeho dceru, anebo o dceru Václava II. Alžběta je zmíněna v papežské dispenzi z ledna 1332 jako nemanželská dcera svobodného krále Václava, není však uvedeno jakého. Z časových souvislostí lze odvodit, že se zřejmě jednalo o dceru Václava III.
Z vlády Václava III. se dochovalo 26 královských listin pro tuzemské příjemce, které však vyprávění Petra Žitavského o velkém rozdávání majetku šlechtě nepotvrzují. Václav III. v listinách dává přiměřeně majetku šlechtě, církvi i městům.
Václav III. ponechal téměř všechny pány v královských úřadech, které zastávali už za vlády Václava II. Pouze na post strážce královských lesů po smrti Čeňka z Ojvína jmenoval Rajmunda z Lichtenburka a na sklonku svého života zřejmě vyměnil Zdeslava ze Šternberka ve funkci olomouckého komorníka za Vítka ze Šváběnic.
Po vzoru svého otce vydal Václav III. v květnu 1306 zakládací listinu cisterciáckého kláštera nedaleko Vsetína, který se měl jmenovat Trůn králův. Kvůli Václavově předčasné smrti se však klášter nikdy nedočkal výstavby. Založením kláštera Václav pravděpodobně sledoval posílení své autority na severovýchodní Moravě vůči šlechtě, zřejmě především proti Šternberkům.

### Příprava tažení do Polska

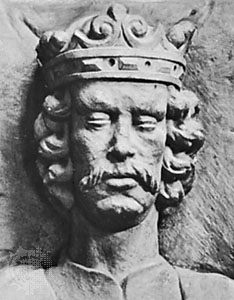
Socha Vladislava I. Lokýtka

Situace v Polsku se koncem roku 1305 začala pro Přemyslovce rapidně zhoršovat. Krakovský kníže Vladislav I. Lokýtek řídil odboj v Malopolsku, ohrožoval Krakov a dobyl hrad Pelczyska na Sandoměřsku. Na Velkopolsko útočil hlohovský kníže Jindřich III., který se zmocnil Poznaně. Zemi ohrožovaly i vpády Litevců. Přívrženci Václava III. postupně odpadávali a český hejtman Oldřich z Boskovic i krakovský biskup Jan Muskata se dostávali do problémů. Dobrou službu králi vykonávali mimo jiné němečtí rytíři, kteří v lednu 1306 jménem Václava III. uzavřeli v Toruni s Lokýtkem devítiměsíční příměří. Poté, co do Polska dorazily uherské posily Amadea z Aby, však Lokýtek příměří porušil. Václavovi nezbylo nic jiného než do Polska podniknout vojenské tažení. Protože neměl dostatek finančních prostředků na najmutí žoldnéřského vojska, na jaře roku 1306 vyhlásil v Čechách i na Moravě zemskou hotovost. Setkal se však s odporem šlechty, a proto Václav šlechtě pohrozil revindikací majetku a zřejmě k ní učinil první kroky. V červenci se při shromažďování vojska odebral do Olomouce a vládu v Čechách dočasně předal svému švagrovi Jindřichu Korutanskému. V Olomouci byl však ve čtvrtek 4. srpna 1306 zavražděn. Zemřel ve věku 16 let.

## Olomoucká vražda

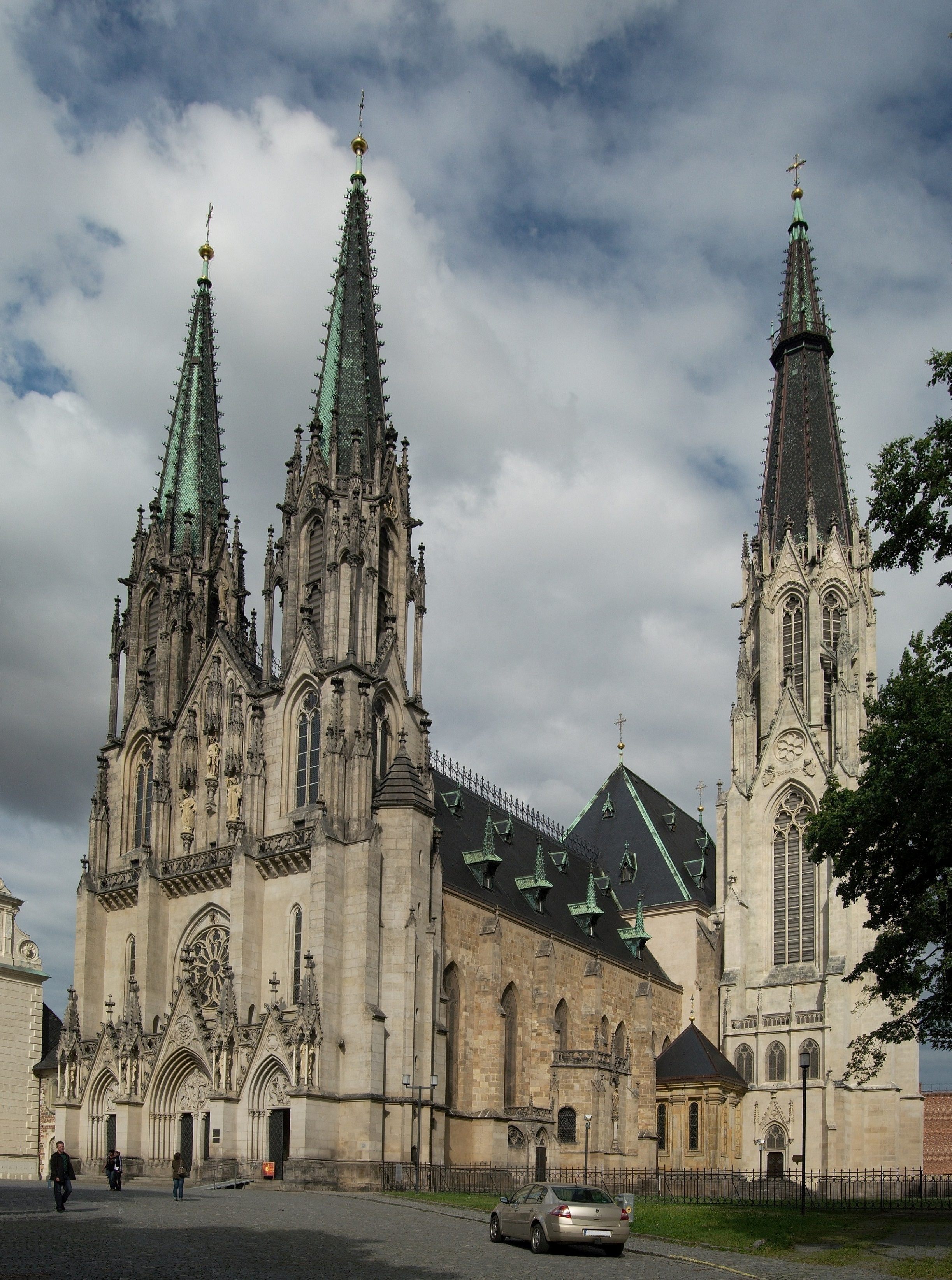
Olomoucká katedrála svatého Václava, v jejímž sousedním domě byl zavražděn Václav III.

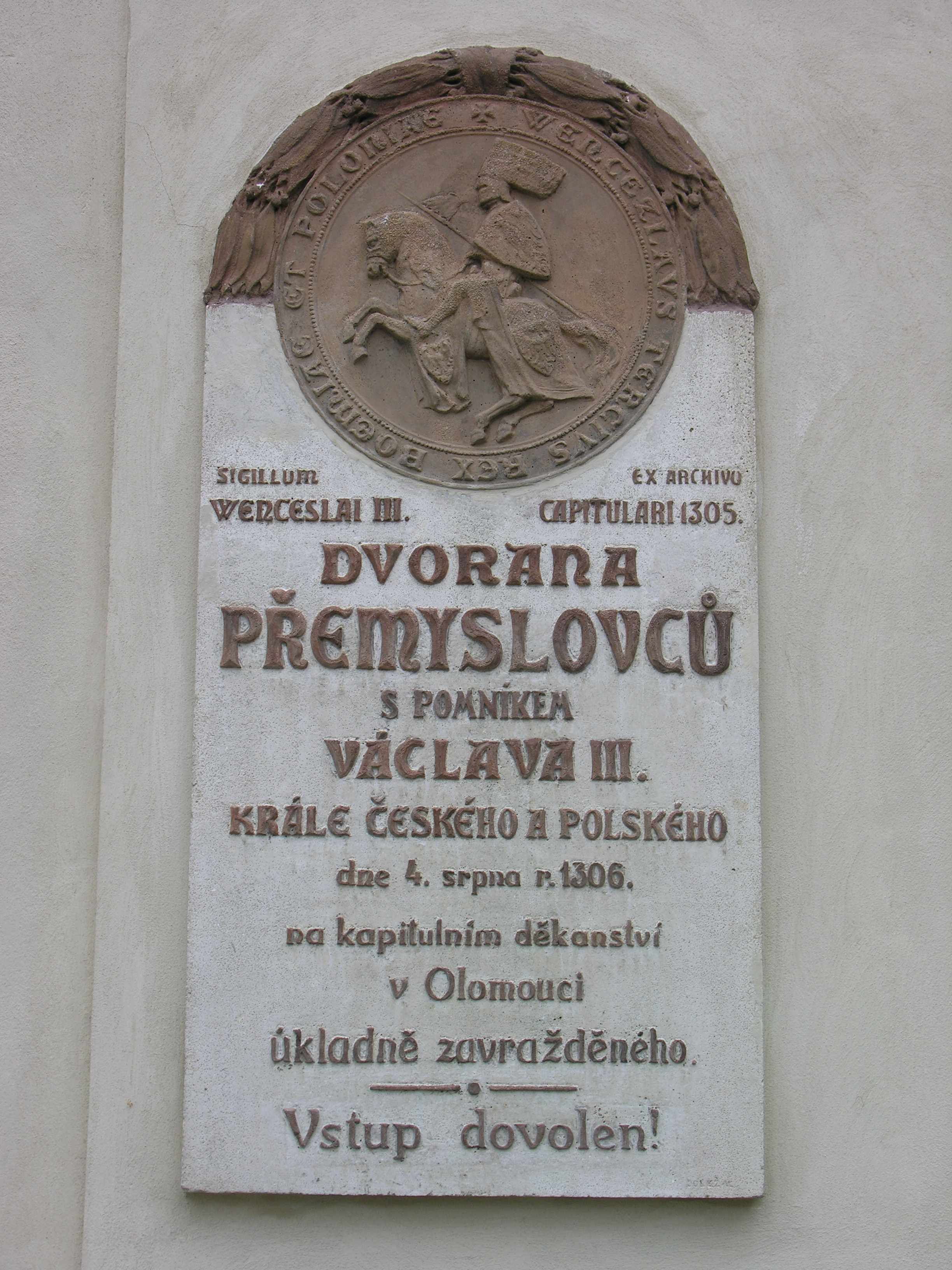
Pamětní deska s vyobrazením pečeti Václava III. v Olomouci

Václav III. byl zavražděn ve čtvrtek 4. srpna 1306. K vraždě došlo pravděpodobně v budově olomouckého kapitulního děkanství, které se podle Aloise Vojtěcha Šembery nacházelo západně od dómu svatého Václava. Tento názor byl většinově přijat, odmítl ho pouze Johann Kux, který se domníval, že se vražda odehrála v biskupském paláci. V literatuře se často objevuje tvrzení, že budovu olomouckého kapitulního děkanství měl od olomouckého děkana Budislava pronajatu Albrecht ze Šternberka. Toto tvrzení je však podle Karla Maráze mylné, Albrecht byl totiž v této době zřejmě po smrti.
O olomoucké vraždě existuje pouze jediný soudobý záznam, a to v nekrologiu olomoucké metropolitní kapituly, kde se píše:
| „                                             | Václav III., král český, když se procházel v paláci na vzduchu po poledni, byl usmrcen krutým a nelidským Durynkem Konrádem řečeným z Mulhova léta Páně tisícího třístého šestého. | “ |
| — Nekrologium olomoucké metropolitní kapituly | |   |

Petr Žitavský ve Zbraslavské kronice uvádí:
| „                     | Když totiž byl v letní době pro ochlazení pouze sám na paláci, oděn jen v košili a plášť. Kdosi, kdo naprosto nesmí být pokládán za člověka, nýbrž spíše za společníka satanova, původce zločinu, nepřítel proti přírodě, sedlina a puch vší špatnosti, přistoupil k mladíkovi, který nikterak netušil úklady, a maje vhodnou příležitost, zranil ho třemi smrtelnými ranami a utekl. Divíme se však všichni, že se dosud až dodnes neví, kdo byl najisto pachatelem tak nezměrné hanebnosti. Byl však spatřen jakýsi rytíř, řečený Konrád z Botenštejna, rodem Durynk, jak vyskočil z paláce, drže v ruce zkrvavený nůž, a utíkal; a ti, kteří byli venku, ho chytili a jako vraha králova zabili, dříve než mohl promluvit nějaké slova. Zda byl on nebo jiný vinen, nevím, ví to Bůh, to však vím a je to známo celému světu, že záhuba onoho mladého krále způsobila vzrůst nesčíslných útrap. | “ |
| — Zbraslavská kronika | |   |

I když tento zápis ve Zbraslavské kronice vznikl několik let po vraždě, je poměrně důvěryhodný, protože jeho autorem byl Václavův současník Petr Žitavský. Podobně Dalimilova kronika připisuje královraždu nejmenovanému Durynkovi, kterého před palácem chytily stráže, byla mu uťata ruka a poté byl roztrhán a sežrán psy. Dalimil vinu z části připisuje Albrechtovi Habsburskému, ale rovněž naznačuje, že se mohlo jednat o spiknutí proti králi.
Beneš Krabice z Veitmile ve své Kronice pražského kostela uvádí:
| „                          | Někteří uvádějí, že si tento král, když již po otcově smrti vládl v Čechách, jednou postavil do řady stejný počet nových hrnců, kolik bylo pánů, a jmenuje jednotlivé hrnce jmény jednotlivých pánů, po pořádku do nich tloukl a říkal: ‚Ty, takový a takový pán, vrať mi takový hrad, jejž držíš. Tak rozbiji hlavy svých poddaných, kteří se proti mně postaví na odpor a vzbouří.‘ Neškodí mlčet, škodí mluvit. Tato událost totiž nemohla zůstat utajena před těmi, jichž se záležitost týkala, a tak se chvěli strachem ve svých srdcích a říkali: ‚Co myslíš, že bude z toho chlapce? Jestliže ho takto necháme, pak nás všechny zničí a vyžene.‘ … Jednoho dne však, když se týž král chtěl po obědě oddat spánku a všichni od něho dokonce neopatrně odešli, nějaký špatný člověk, prý národností Durynk, si vyčíhal hodinu, kdy našel krále samotného, mečem ho ukrutně zavraždil a neodešel od něho, dokud král nevypustil duši. Potom, jak se o činu dozvěděli ostatní, seběhl se lid, onen vrah byl chycen a roztrhán na kousky. Stalo se to léta Páně 1306, dne 12. srpna, v osmnáctém roce Václavova věku …Kde byli tehdy hofmistr, komorník, maršálek, kteří jsou vždy první, když se rozdávají dary? Kde byli páni urození a strážci královského majestátu? Věřím, že nenajdou omluvu, protože buď byli spoluvědomi vykonaného zločinu nebo nedbalí. | “ |
| — Beneš Krabice z Veitmile | |   |

Kronika Beneše Krabice z Veitmile čerpá ze Zbraslavské a Dalimilovy kroniky; stejně tak kronika Františka Pražského, který za vraha považuje jakéhosi Durynka, a Přibíka Pulkavy z Radenína, jenž ve své Kronice české viní Durynka Konráda z Potenštejna a za objednavatele vraždy označuje Albrechta Habsburského, z části vinu připisuje i českým šlechticům.
Otakar Štýrský vinu připisuje české šlechtě. Ve své kronice mluví o dvanácti mladých šlechticích losujících kostkami, kdo vraždu uskuteční. Los údajně padl na Holena z Vildštejna a ještě na jednoho nejmenovaného šlechtice. České panstvo viní rovněž německý kronikář Sifrid z Balhausenu a za vraha označuje Konráda z Botenštejna, jehož jméno uvádí ve zkomolené podobě Johann de Botelstein. Českou šlechtu v neposlední řadě obviňují také salcburské anály. Naopak bavorský letopisec či fürstenfeldský mnich označují za objednavatele vraždy Albrechta Habsburského a Rocznik Malopolski zase Vladislava Lokýtka.
Zbraslavská kronika, Dalimilova kronika a nekrologium olomoucké metropolitní kapituly, tedy tři na sobě nezávislé a dobře informované zdroje, se shodují, že vraždu spáchal jakýsi Durynk. Dva ze tří těchto záznamů, nekrologium a Zbraslavská kronika, uvádějí jeho jméno Konrád. Většina historiků Konráda z Mulhowu a Konráda z Botenštejna ztotožňuje. Poprvé tak učinil Miroslav Ivanov, který však Konrádův podíl na vraždě odmítl ze dvou důvodů – jednak zcela vyloučil možnost, že by vrah vzápětí po spáchání vraždy vyběhl se zkrvavělým nožem ven z domu, a za druhé zjistil, že podle jiných pramenů měl Konrád zemřít až v roce 1320. Vysvětlil to tedy tak, že Konrád byl pouze králem najatý a nevinný žoldnéř, na kterého později svalili vinu kronikáři. Muž, který vyběhl se zkrvaveným nožem z domu, byl podle Ivanova jen zmatený sloužící, jenž chtěl o vraždě informovat stráže. Posléze Ivanov sestavil seznam možných objednavatelů vraždy. V tomto seznamu figuruje Václavova snoubenka Alžběta, Viola Těšínská, Karel Robert z Anjou, Albrecht Habsburský, Jindřich Korutanský, české panstvo a Vladislav Lokýtek. Alžbětu, Violu a Karla Roberta nakonec Ivanov ze svého seznamu vyškrtl. Možnost, že by vraždu objednal Albrecht Habsburský, vyloučil z důvodu, že v době vraždy byl zaměstnán zcela jinými záležitostmi a vražda Václava III. ho zastihla nepřipraveného; trvalo mu více než měsíc nachystat intervenci do Čech ve prospěch svého syna Rudolfa. Tak by jistě nejednal člověk, který o vraždě věděl předem. Jindřicha Korutanského jako objednavatele Ivanov zamítl, protože byl podle něj „zbabělý, hloupý, líný, krotký a jednáním chlapecký”. Lokýtka nakonec také vyškrtl; musel by totiž mít mezi českými šlechtici spojence, který by se s vrahem dokázal dostat do královy bezprostřední blízkosti a to Ivanov pokládá za nemožné. Další indicii spatřuje v tom, že by v případě Lokýtka nic nebránilo Dalimilovi a Petrovi Žitavskému osvětlit, kdo byl objednavatelem. Kdyby naopak uvedli, že za královraždou stálo české panstvo, mohli se oba kronikáři obávat odplaty, neboť psali příliš brzy po vraždě. Spiknutí českého panstva jako celku Ivanov odmítá z důvodu, že nebyl dostatek času je zorganizovat. Celou záležitost uzavírá názorem, že objednavateli vraždy byli bývalí přívrženci Záviše z Falkenštejna nebo jejich příbuzní, kteří chovali zášť k Václavovi II. a jeho synovi. Tito muži byli jmenovitě Albrecht z Lomnice (příbuzný Závišova přívržence Ojíře z Lomnice), Jindřich z Rožmberka (bývalý Závišův stoupenec), Albrecht mladší ze Šternberka (nájemce děkanského domu v době vraždy a příbuzný Jaroslava ze Šternberka, opět přívržence Záviše) a Holen z Vildštejna, o kterém mluví Otakar Štýrský jako o vrahovi a jenž také vystupoval jako Závišův stoupenec. Tento svůj závěr dává Ivanov do souvislosti s vyprávěním Beneše Krabice z Veitmile.

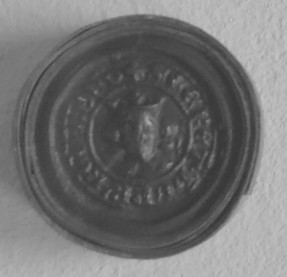
Sekretní pečeť Jindřicha Korutanského, následníka Václava III. na českém a polském trůně

Josef Šusta se ještě před Ivanovem domníval, že se jednalo o osobní mstu některého šlechtice, kterého mladý král urazil. Josef Žemlička deset let po Ivanovovi připomenul, že informátoři byli především duchovní, a proto vinu připisovali českému panstvu. Žemlička podobně jako Šusta také nevylučoval, že vražda neměla žádné politické pozadí a jednalo se o obyčejný zločin, například z osobní msty. Vratislav Vaníček zamítl možnost široce rozvětveného spiknutí, protože podle něj bylo nemožné, aby se natolik široké spiknutí utajilo. Karel Maráz přinesl nový poznatek, že Konrád z Botenštejna, uváděný v souvislosti s olomouckou vraždou, nemusí být totožný s Konrádem, který zemřel v roce 1320. Zřejmě se jednalo o otce a syna. Maráz se tedy domnívá, že Konrád z Botenštejna alias z Mulhowu opravdu spáchal vraždu Václava III. a vzápětí byl chycen a zabit. Podle něj je nejpravděpodobnějším objednavatelem vraždy buď česká šlechta jako celek, nebo někdo z ní. Podobně jako Vratislav Vaníček ovšem odmítl názor Václava Štěpána, že se jednalo o dalekosáhlé a rozvětvené spiknutí, stejně jako Ivanovův závěr o Závišových přívržencích. Argumenty proti tomu, že byl objednavatelem Lokýtek či Albrecht Habsburský, Maráz víceméně přejímá od Ivanova. Byl-li objednavatelem někdo z řad české šlechty, zvažuje Maráz Hynka Krušinu z Lichtenburka, který se s Václavem dostával do sporů a měl zjevné sklony k násilí. Dále Maráz uvedl, že Albrecht ze Šternberka, o kterém se mluví jako o nájemci děkanského paláce v době vraždy, je nevinen, protože v době vraždy byl zřejmě mrtev.

## Osudy Václavových ostatků
Václava III. stihly pohnuté osudy i po smrti. Nebyl mu vystrojen odpovídající pohřeb a byl uložen do olomouckého kostela sv. Václava před hlavní oltář. Až v roce 1326 nechala Václavova sestra Eliška Přemyslovna přenést jeho ostatky do zbraslavského kláštera. Podle Petra Žitavského si zde sám přál spočinout. Dne 10. srpna 1420 klášter vyplenili husité, zneuctili ostatky králů, kteří zde byli pohřbeni, a klášter vypálili. Ostatky Václava III. byly v tomto plenění ztraceny.

## Hodnocení Václavovy osobnosti a vlády

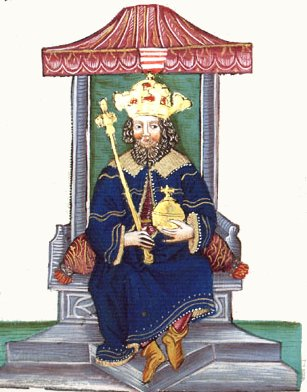
Fiktivní portrét Václava III. od Macieje Szczepańczyka

Starší historikové při hodnocení Václavovy vlády vycházeli především z vyprávění Petra Žitavského a jiných kronikářů, o Václavově nemravném životě. Jeho osobnost a vládu proto většinou hodnotili negativně. Nový pohled na celou záležitost přinesl až Karel Maráz. Václavovu vládu v Uhersku neposuzuje, protože ve skutečnosti byla vládou Václavových rádců. Václav byl příliš mladý a nezkušený, aby mohl vládnout sám. Ačkoli Petr Žitavský mluví o tom, že Václav III. žil velmi nemravným životem a podléhal vlivu šlechty, které rozdával mnoho majetku, Marázovy výzkumy dobových královských listin to nepotvrzují. Lze z toho tedy podle Maráze vyvodit, že Václav žil poněkud bouřlivěji, jeho panování však bylo uměřené a jeví se jako dosti rozumné a téměř ve všem navazující na vládu Václava II. Kontinuitu lze vidět v pokračování jednání s Albrechtem Habsburským, v ponechání vysokých hodnostářů a úředníků v jejich funkcích, v podporování cisterciáků, ve splácení dluhů nebo ve spojenectví s německými rytíři. Ve Václavově vládě můžeme podle Maráze rovněž najít mnoho diplomaticky obratných kroků, například rezignaci na uherskou korunu nebo již zmíněné jednání s Albrechtem a podporování německých rytířů. Z Václavovy krátké vlády Maráz vyvozuje, že měl pravděpodobně prudší povahu a sebevědomí hodné Přemyslovce.

## Možný vzhled
Protože Václavovy ostatky nebyly nalezeny, jeho vzhled lze rekonstruovat jen na základě dobových písemných pramenů a z analogických výsledků antropologie dalších Přemyslovců. Tvrzení Petra Žitavského, že Václav III. byl sličného zjevu, se může doplnit konstatováním paleoantropologa Emanuela Vlčka, podle kterého mohl být poněkud jemnější a zženštilejší typ, štíhlé postavy, střední výšky a zřejmě hnědých vlasů a očí.
| „                     | Byl také tento mladík ušlechtilý, na pohled spanilý, zjevem sličný, zmužilý, dokonale obdařený dary přírody, výmluvností, výřečný, uhlazeně mluví čtyřmi jazyky: latinským, německým, uherským a českým. | “ |
| — Zbraslavská kronika | |   |

## Odraz v literatuře a umění
Zbraslavský kronikář, a po něm řada dalších, zdůrazňovali Václavovy negativní povahové vlastnosti a chování. Dante Alighieri, jenž se ve své Božské komedii zmiňuje o Přemyslovcích, umisťuje Přemysla Otakara II. a jeho syna Václava do očistce. Není přitom vyloučené, že autor zaměnil Václava II. a Václava III., když českého vladaře nazývá floutkem a darmošlapem a osočuje ho ze změkčilosti a chtíče. Z novodobé literatury tematizují životní osudy Václav III. historická dramata Ferdinanda Břetislava Mikovce Záhuba rodu Přemyslovců a Otokara Fischera Přemyslovci. Oldřich Daněk se Václavovi III. věnuje v románu Vražda v Olomouci; významnou postavou je i v dílech Ludmily Vaňkové Královský nach tě neochrání, Vlastimila Vondrušky Král básník Václav II. nebo Oldřišky Ciprové Láska a majestát.

## Vývod zpředků
|             |                            |  |                       |                           |  |  |  |  |  |  |  | Přemysl Otakar I. |
|             |                            |  |                       |                           |  |  |  |  |  |  |  |                   |
|             | Václav I. Český            |  |                       |                           |  |  |  |  |  |  |  |                   |
|             |                            |  |                       |                           |  |  |  |  |  |  |  |                   |
|             |                            |  |                       | Konstancie Uherská        |  |  |  |  |  |  |  |                   |
|             |                            |  |                       |                           |  |  |  |  |  |  |  |                   |
|             | Přemysl Otakar II.         |  |                       |                           |  |  |  |  |  |  |  |                   |
|             |                            |  |                       |                           |  |  |  |  |  |  |  |                   |
|             |                            |  |                       | Filip Švábský             |  |  |  |  |  |  |  |                   |
|             |                            |  |                       |                           |  |  |  |  |  |  |  |                   |
|             | Kunhuta Štaufská           |  |                       |                           |  |  |  |  |  |  |  |                   |
|             |                            |  |                       |                           |  |  |  |  |  |  |  |                   |
|             |                            |  |                       | Irena Angelovna           |  |  |  |  |  |  |  |                   |
|             |                            |  |                       |                           |  |  |  |  |  |  |  |                   |
|             | Václav II.                 |  |                       |                           |  |  |  |  |  |  |  |                   |
|             |                            |  |                       |                           |  |  |  |  |  |  |  |                   |
|             |                            |  |                       | Michal Černigovský        |  |  |  |  |  |  |  |                   |
|             |                            |  |                       |                           |  |  |  |  |  |  |  |                   |
|             | Rostislav Haličský         |  |                       |                           |  |  |  |  |  |  |  |                   |
|             |                            |  |                       |                           |  |  |  |  |  |  |  |                   |
|             |                            |  |                       | Helena Haličská           |  |  |  |  |  |  |  |                   |
|             |                            |  |                       |                           |  |  |  |  |  |  |  |                   |
|             | Kunhuta Uherská            |  |                       |                           |  |  |  |  |  |  |  |                   |
|             |                            |  |                       |                           |  |  |  |  |  |  |  |                   |
|             |                            |  |                       | Béla IV. Uherský          |  |  |  |  |  |  |  |                   |
|             |                            |  |                       |                           |  |  |  |  |  |  |  |                   |
|             | Anna Uherská               |  |                       |                           |  |  |  |  |  |  |  |                   |
|             |                            |  |                       |                           |  |  |  |  |  |  |  |                   |
|             |                            |  |                       | Marie Laskarina           |  |  |  |  |  |  |  |                   |
|             |                            |  |                       |                           |  |  |  |  |  |  |  |                   |
| Václav III. |                            |  |                       |                           |  |  |  |  |  |  |  |                   |
|             |                            |  |                       |                           |  |  |  |  |  |  |  |                   |
|             |                            |  | Rudolf II. Habsburský |                           |  |  |  |  |  |  |  |                   |
|             |                            |  |                       |                           |  |  |  |  |  |  |  |                   |
|             | Albrecht IV. Habsburský    |  |                       |                           |  |  |  |  |  |  |  |                   |
|             |                            |  |                       |                           |  |  |  |  |  |  |  |                   |
|             |                            |  |                       | Anežka Štaufská           |  |  |  |  |  |  |  |                   |
|             |                            |  |                       |                           |  |  |  |  |  |  |  |                   |
|             | Rudolf I. Habsburský       |  |                       |                           |  |  |  |  |  |  |  |                   |
|             |                            |  |                       |                           |  |  |  |  |  |  |  |                   |
|             |                            |  |                       | Ulrich III. z Kyburgu     |  |  |  |  |  |  |  |                   |
|             |                            |  |                       |                           |  |  |  |  |  |  |  |                   |
|             | Hedvika z Kyburgu          |  |                       |                           |  |  |  |  |  |  |  |                   |
|             |                            |  |                       |                           |  |  |  |  |  |  |  |                   |
|             |                            |  |                       | Anna z Zähringenu         |  |  |  |  |  |  |  |                   |
|             |                            |  |                       |                           |  |  |  |  |  |  |  |                   |
|             | Guta Habsburská            |  |                       |                           |  |  |  |  |  |  |  |                   |
|             |                            |  |                       |                           |  |  |  |  |  |  |  |                   |
|             |                            |  |                       | Burkhard II. z Hohenbergu |  |  |  |  |  |  |  |                   |
|             |                            |  |                       |                           |  |  |  |  |  |  |  |                   |
|             | Burkhard III. z Hohenbergu |  |                       |                           |  |  |  |  |  |  |  |                   |
|             |                            |  |                       |                           |  |  |  |  |  |  |  |                   |
|             |                            |  |                       | Willpirga z Aichelbergu   |  |  |  |  |  |  |  |                   |
|             |                            |  |                       |                           |  |  |  |  |  |  |  |                   |
|             | Gertruda z Hohenbergu      |  |                       |                           |  |  |  |  |  |  |  |                   |
|             |                            |  |                       |                           |  |  |  |  |  |  |  |                   |
|             |                            |  |                       | Rudolf II. z Tübingenu    |  |  |  |  |  |  |  |                   |
|             |                            |  |                       |                           |  |  |  |  |  |  |  |                   |
|             | Mechtilda z Tübingenu      |  |                       |                           |  |  |  |  |  |  |  |                   |
|             |                            |  |                       |                           |  |  |  |  |  |  |  |                   |
|             |                            |  |                       |                           |  |  |  |  |  |  |  |                   |
|             |                            |  |                       |                           |  |  |  |  |  |  |  |                   |